# Розумний замок

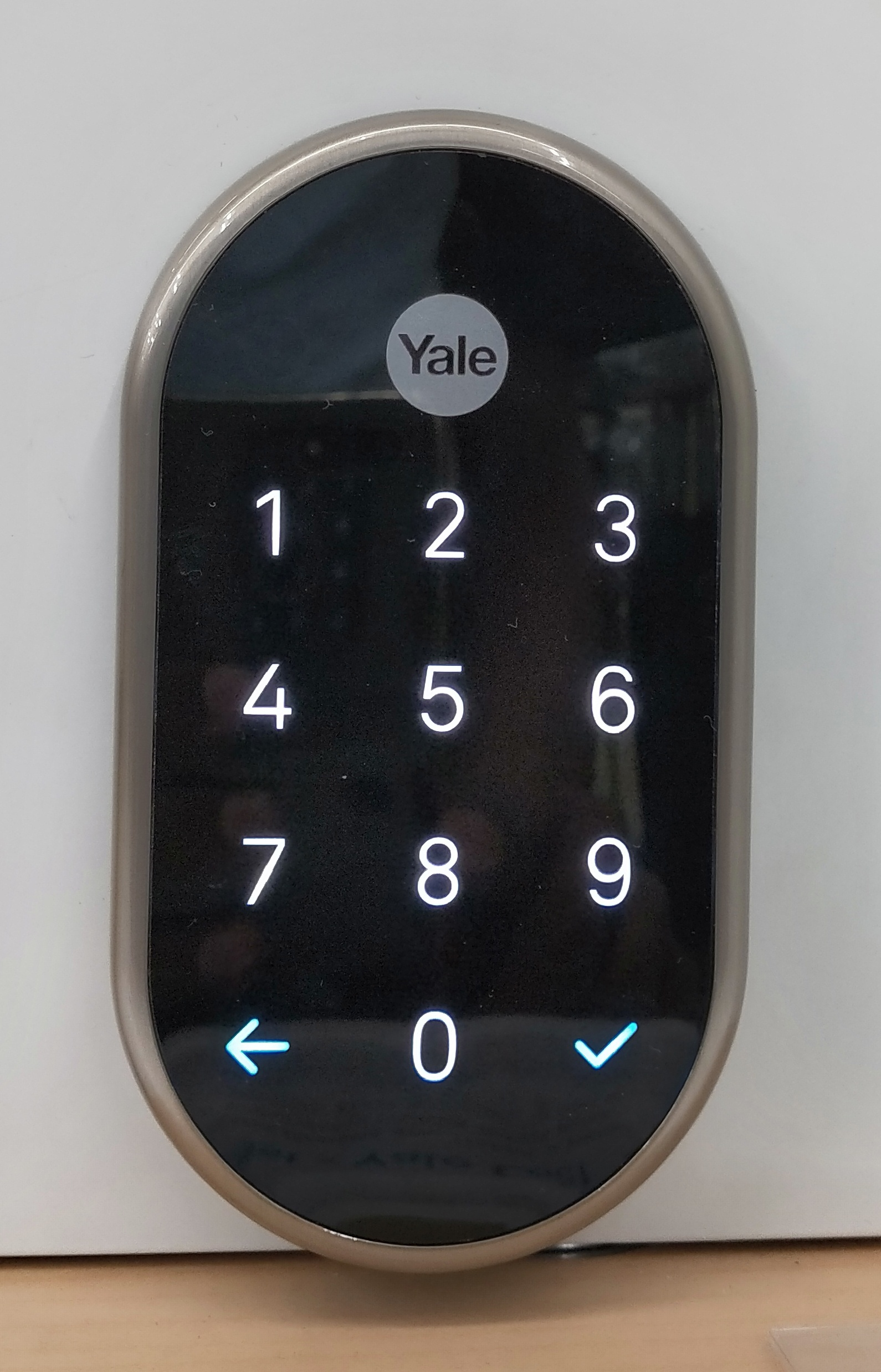
Клавіатура електронного замка

Розумний замок — це електромеханічний замок, призначений для блокування та розблокування дверей, коли він отримує правильний сигнал через електронну клавіатуру, біометричний сенсор, картку доступу, Bluetooth або Wi-Fi від зареєстрованого мобільного пристрою. Ці замки називаються розумними завдяки використанню передових технологій та Інтернет-зв'язку для полегшення доступу користувачів та підвищення безпеки від зловмисників. Основні компоненти розумного замка включають фізичний замок, ключ (який може бути електронним із цифровим шифруванням або віртуальним для безключового входу), захищене з’єднання Bluetooth або Wi-Fi та мобільний додаток для керування. Розумний замок також може контролювати доступ і надсилати сповіщення у відповідь на різні події, які він відстежує, а також інші важливі події, пов’язані зі станом пристрою. Розумні замки можна вважати частиною розумного будинку . 
Більшість розумних замків встановлюються на звичайні механічні замки (будь-які прості типи замків, включаючи засуви), і вони фактично оновлюють звичайний замок. Нещодавно на ринку також з'явилися контролери для розумних замків.
Для роботи розумних замків, так само, як і для традиційних замків, потрібні дві основні складові: замок і "ключ". У випадку електронних замків "ключ" — це не звичайний фізичний ключ, який потрібно вставити в замок, а смартфон, спеціальний брелок або ключ-карта, налаштовані спеціально для цієї мети та бездротовим способом виконують автентифікацію, необхідну для автоматичного розблокування дверей.

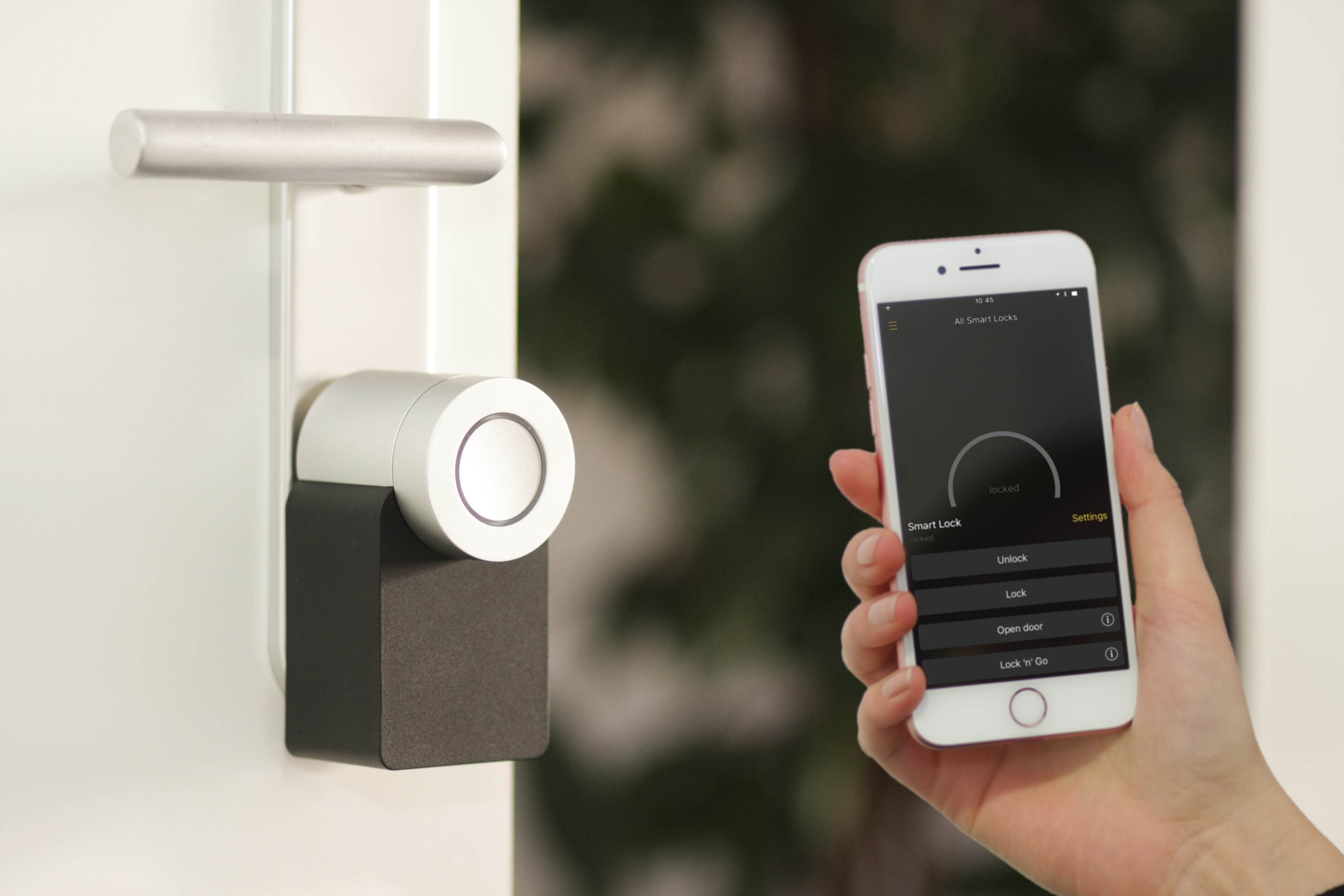
Керування розумним замком через програму на телефоні

Розумні замки дозволяють користувачам надавати доступ іншим особам за допомогою віртуального ключа.  Цей ключ можна передати на смартфон одержувача через стандартні засоби обміну повідомленнями, такі як електронна пошта чи SMS, або з використанням спеціальних програм. Після отримання цього ключа одержувач може використовувати свій мобільний пристрій для розблокування розумного замка протягом певного періоду часу, який попередньо визначає відправник.
Деякі розумні замки мають вбудоване з’єднання Wi-Fi, яке дозволяє використовувати такі функції моніторингу, як сповіщення про доступ або камери для відображення особи, яка запитує доступ.  Деякі розумні замки працюють із розумним дверним дзвінком, що дозволяє користувачу бачити, хто і коли стоїть біля дверей. Багато розумних замків також мають біометричні функції, такі як сенсори відбитків пальців. Біометрія стає все популярнішою, оскільки вона забезпечує більший рівень безпеки, ніж паролі. Це через те, що біометрія використовує унікальні фізичні характеристики, а не збережену інформацію.
Розумні замки можуть використовувати Bluetooth Low Energy і SSL для забезпечення зв’язку та шифрування комунікацій за допомогою 128/256-бітного AES. 

## Промисловий розумний замок

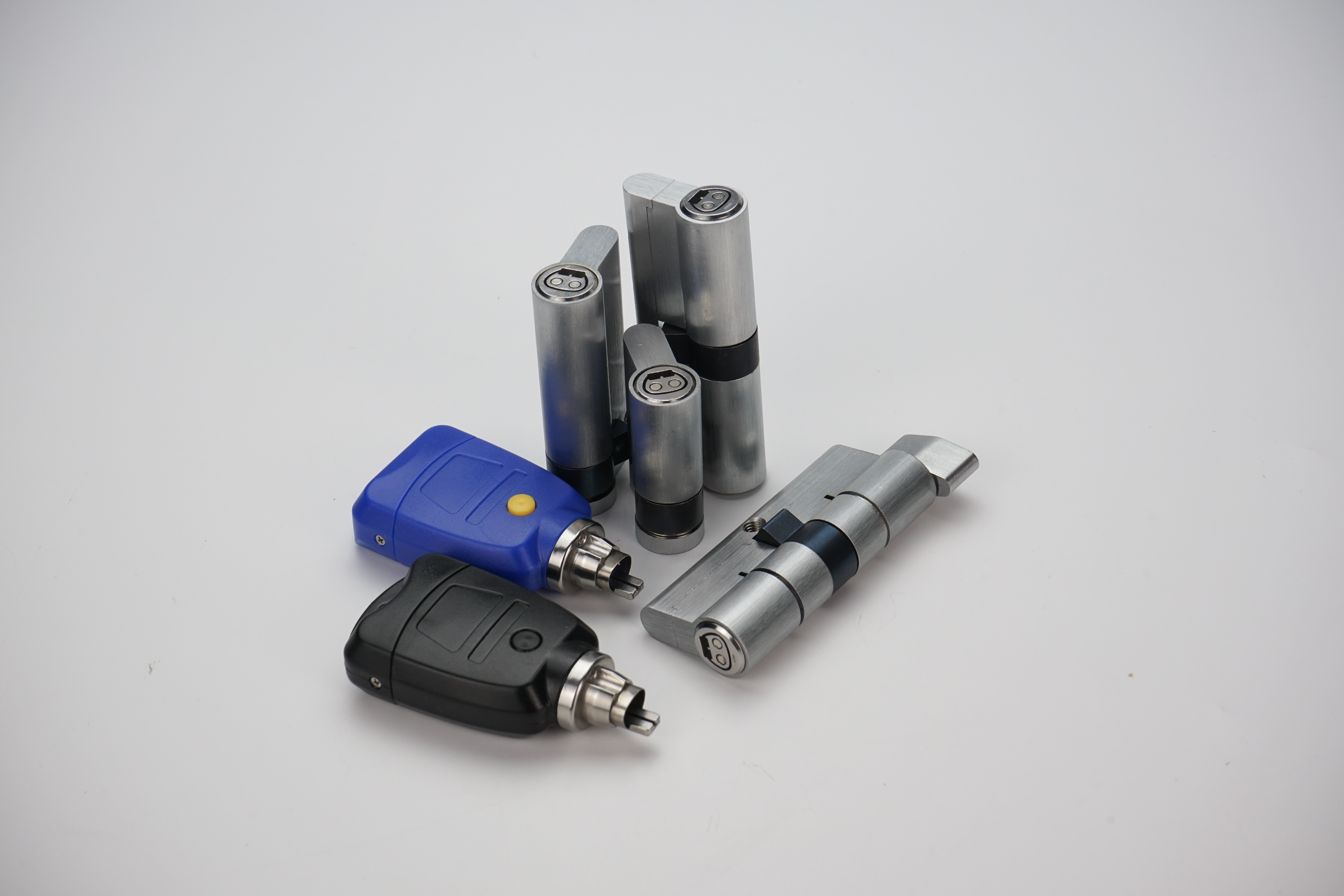
Циліндр промислового розумного замка (пасивний електронний циліндр замка)

Промислові розумні замки ( пасивний електронний замок ) представляють собою галузь розумних замків. Вони є  продуктом ітеративного розвитку механічних замків, подібно до розумних замків. Проте області застосування промислових розумних замків не виключаються лише розумними будинками, а сконцентровані на сферах, які мають надзвичайно високі вимоги до керування ключами, такі як зв’язок, електроенергетика, водопостачання, громадська безпека, транспорт, центри обробки даних, тощо.
Промислові розумні замки в основному мають три компоненти: замки, ключі та системи керування ними. Аналогічно ключ не є фізичним предметом, а представляє собою спеціальний електронний ключ. Для  того, щоб його розблокувати потрібно призначити відповідні права на розблокування. За допомогою системи управління адміністратор повинен додати користувача, дату розблокування та часовий період дії  для ключа. Кожного разу, коли користувач розблокує або замикає замок, запис про це буде збережено в ключі.  Цю історію користування ключем можна відстежувати за допомогою програмного відповідного забезпечення.
Промислові розумні замки також можуть віддалено надавати дозволи через мобільний додаток. 

## Безпека
Через притаманну внутрішню складність цифрових і бездротових технологій, для кінцевого користувача може бути складно підтвердити або спростувати твердження про безпеку різних пропозицій продуктів на ринку.  Пристрої також можуть збирати особисту інформацію; Висловлювання виробників щодо обробки та зберігання цієї інформації також можуть бути складними для перевірки кінцевим користувачем.

## Дивись також
- Дверна петля, спосіб підведення електричного кабелю до дверей